# リートベルト法
リートベルト法（リートベルトほう）またはリートベルト解析（リートベルトかいせき）は、オランダの結晶学者ヒューゴ・リートベルト (Hugo Rietveld) により考案された結晶構造の解析方法の1つである。粉末X線回折実験や粉末中性子回折実験により得られる回折パターンを結晶構造やピーク形状などに関するパラメーターから計算される回折パターンで最小二乗法を用いてフィッティングすることにより、結晶構造やピーク形状などに関するパラメーターを精密化する。

## 概要
結晶の回折に関する理論によれば、実験から得た各反射の強度（積分強度）に位相を割り当ててフーリエ変換をすることで結晶構造（あるいは電子密度分布や中性子散乱長密度分布）を調べることができる。単結晶ではこの方法によって結晶構造解析をすることができるが、粉末回折実験では異なる反射が重なっているデータが得られるため、反射（ピーク）を分離して積分強度を計算しないと上記の方法では結晶構造解析を行うことができない。対称性の高い結晶構造であればピーク分離はさほど難しくないが、対称性の低い結晶構造である場合はピークが複雑に重なり合うために、ピーク分離が困難となる。したがって、ピーク分離を行ってから計算した回折強度を用いて結晶構造解析を行う方法には限界がある。そこで、最初に結晶構造を仮定し、この結晶構造に関するパラメーターを最小二乗法によって精密化することで結晶構造を決定するのがリートベルト法である。
精密化する結晶構造パラメーターは、格子定数、原子の分率座標、原子の各サイトでの占有率、原子変位パラメーターである。またこれ以外に、測定方法や試料の状態や装置に由来するパラメーターも精密化される。たとえばバックグラウンド、ゼロ点シフト、試料変位パラメーター、試料透過パラメーター、表面粗さパラメーター、プロファイルの対称性に関するパラメーターなどである。
ただし、精密化で得られる格子定数は、一つの回折パターンを複数人の解析者が解析した場合でさえ、ばらつくことが以前より知られている。ばらつき方は互いに相似形であり、ばらつきの程度はΔL/L ~ ±0.1%である（Lは長さに関する格子定数a, b, c）。他に、解析に用いる回折パターンの回折角範囲を変えただけでも同様にばらつくことが報告されている。このように、リートベルト法で得られる格子定数の確度は悪いため、温度や組成等を変化させた際に伴なう格子定数の変化量が格子定数のばらつきよりも小さい場合には、注意が必要である。また、ピーク位置シフトパラメーター（ゼロ点シフト、試料変位パラメーター、試料透過パラメーター）が物理的には取り得ない値を取ることで、最小二乗法における収束指標の値が数学的に、すなわち物理的には無意味に減少することが実証されている。
リートベルト法では結晶構造モデルをはじめに与える必要があるので、未知の構造を解析することはできない。